# Tigisi de Numidia
Tigisi de Numidia fue una colonia romana y sede episcopal de la provincia romana de Numidia en el Norte de África romana.
Tigisi, identificada como Ain El Bordj, en la actual Argelia fue una ciudad fortificada de Numidia, en los alrededores de Lambaesis y Thamagada.

## Obispado
La ciudad de Tigisi fue la sede de un obispado durante la época romana, vándala y bizantina.  La persecución de Diocleciano parece haber alcanzado su apogeo en Tigisi durante el mes de febrero de 304. 
Aunque la diócesis dejó de funcionar a principios del siglo VII, se reestableció su nombre en 1933, y desde entonces ha habido cinco obispos.

### Obispos
Existen cuatro obispos históricos conocidos de esta sede episcopal africana.
- Segundo de Tigisi (fl. 303-312) que presidió, como primado de Numidia, el concilio de Cirta de 305, siendo el autor de una carta a Ceciliano de Cartago y fue uno de los principales defensores del cisma donatista.
- Gaudencio (fl. 411), obispo donatista que participó en el sínodo de Cartago del año 411, donde se reunieron obispos donatistas y católicos de la provincia romana de África.
- Domnicoso (fl. 484), obispo católico que participó en el sínodo reunido en Cartago por el rey vándalo Unerico en 484 siendo más tarde exiliado.
- Paalino, que es mencionado en una carta de Gregorio Magno, donde es acusado de simonía y violencia perpetrada contra su clero.

Hoy día Tigisi de Numidia sobrevive como sede (en latín, Dioecesis Tigitana in Numidia de un obispo titular (Tigistanus in Numidia), siendo el actual obispo titular desde 2021, Gerardo Nieves, obispo auxiliar de Guayaquil.
- Michel-Gaspard Coppenrath (1968 - 1973), arzobispo de Papeete, Polinesia francesa.
- Mogale Paul Nkhumishe (1981 - 1984), obispo de Lydenburg-Witbank.
- Aldo Maria Lazzarín Stella, O.S.M. (1989 - 2010), vicario apostólico emérito de Aysén, Chile.
- Peter Andrew Comensoli (2011 - 2014), obispo de Broken Bay.
- Denis Jean-Marie Jachiet (25 Jun 2016 - 23 Oct 2021), obispo auxiliar de París.
- Gerardo-Miguel Nieves-Loja (23 Oct 2021 - ), obispo auxiliar de Guayaquil.